# Posse de Dilma Rousseff em 2015
A posse do segundo mandato de Dilma Rousseff como presidente da República Federativa do Brasil aconteceu no dia 1º de janeiro de 2015. Ela foi empossada novamente com o vice-presidente, Michel Temer. A cerimônia começou por volta das 15 horas (horário local), no plenário do Congresso Nacional, em Brasília, e foi presidida pelo então presidente do Senado, Renan Calheiros. Como na posse do primeiro mandato, a presidente reeleita e o vice-presidente leram e assinaram o termo de posse, e em seguida foi ouvido o hino nacional na execução da banda dos fuzileiros navais.

## Contexto
Em 5 de outubro de 2014, foi realizado o primeiro turno da Eleição presidencial no Brasil. Nenhum dos candidatos atingiu mais de cinquenta por cento dos votos válidos, portanto houve um segundo turno. Este foi realizado em 26 de outubro tendo como resultado a reeleição de Dilma Rousseff, do Partido dos Trabalhadores (PT), ficando à frente do senador mineiro Aécio Neves do Partido da Social Democracia Brasileira (PSDB).
A vitória foi muito apertada, tendo sido a disputa presidencial mais acirrada da história. A campanha presidencial foi marcada por tumultos e controvérsias, principalmente devido à Operação Lava Jato, que trazia à tona um enorme esquema de corrupção que atingia em cheio a classe política e partidos. A Lava Jato fazia parte de uma crise econômica e política mais ampla, que começava a agravar-se.

## Cobertura

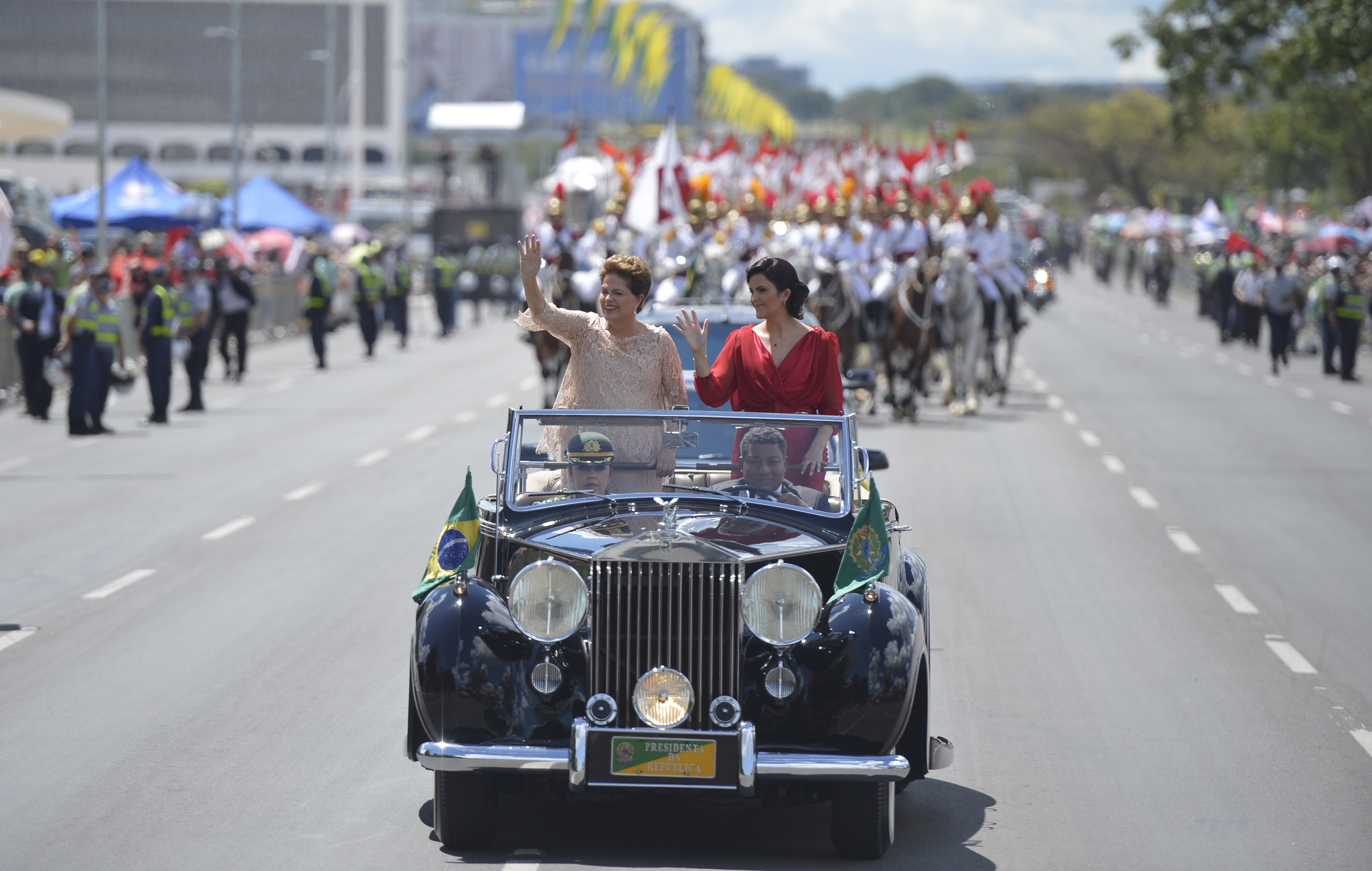
Dilma durante desfile em carro aberto entre a Catedral Metropolitana de Brasília e o Congresso Nacional, ao lado de sua filha Paula Rousseff (Marcelo Camargo/Agência Brasil).

A posse de Dilma Rousseff teve início por volta das três horas da tarde (horário local), com o desfile em um Rolls-Royce Silver Wraith, entre a Catedral Metropolitana de Brasília e o Congresso Nacional, acompanhada da filha Paula Rousseff. O vice Michel Temer seguiu em um carro logo atrás acompanhado de sua esposa Marcela Temer. Ao contrário de sua posse do primeiro mandato, cujo desfile que aconteceu em carro fechado devido ao tempo chuvoso, ela desfilou em carro aberto, acenando para o público presente, acompanhada da sua filha Paula Rousseff e ainda da guarda do Palácio do Planalto (os chamados Dragões da Independência), motoqueiros da Polícia Militar e outros seguranças. Esta foi a terceira vez que um presidente utilizou o Rolls Royce pela segunda vez seguida ao ser empossado, como ocorreu nas posses dos ex-presidentes Fernando Henrique Cardoso (1995 e 1999) e Luiz Inácio Lula da Silva (2003 e 2007).

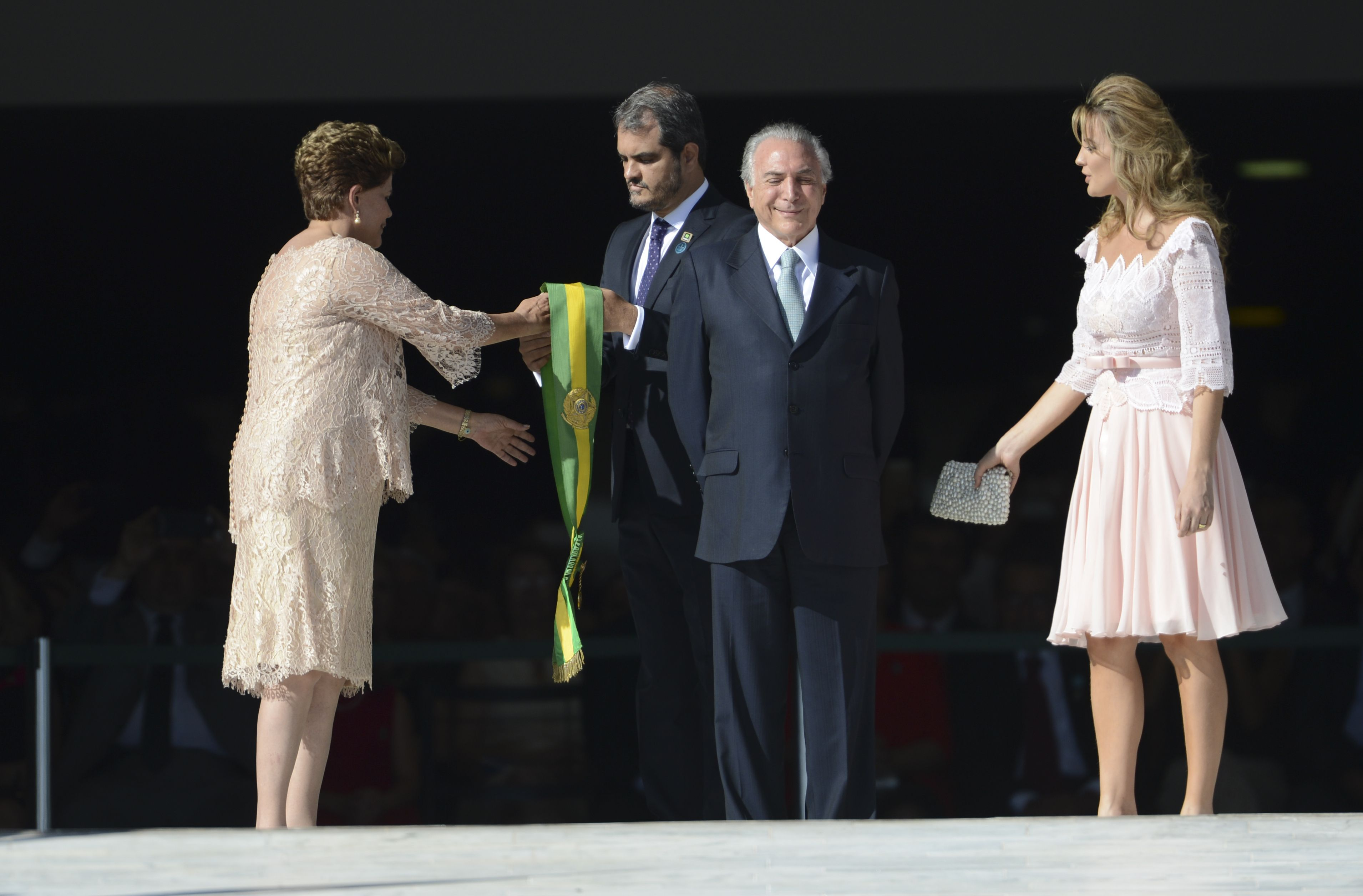
Dilma Rousseff recebendo a faixa presidencial, acompanhada do vice-presidente Michel Temer e da segunda-dama Marcela Temer.

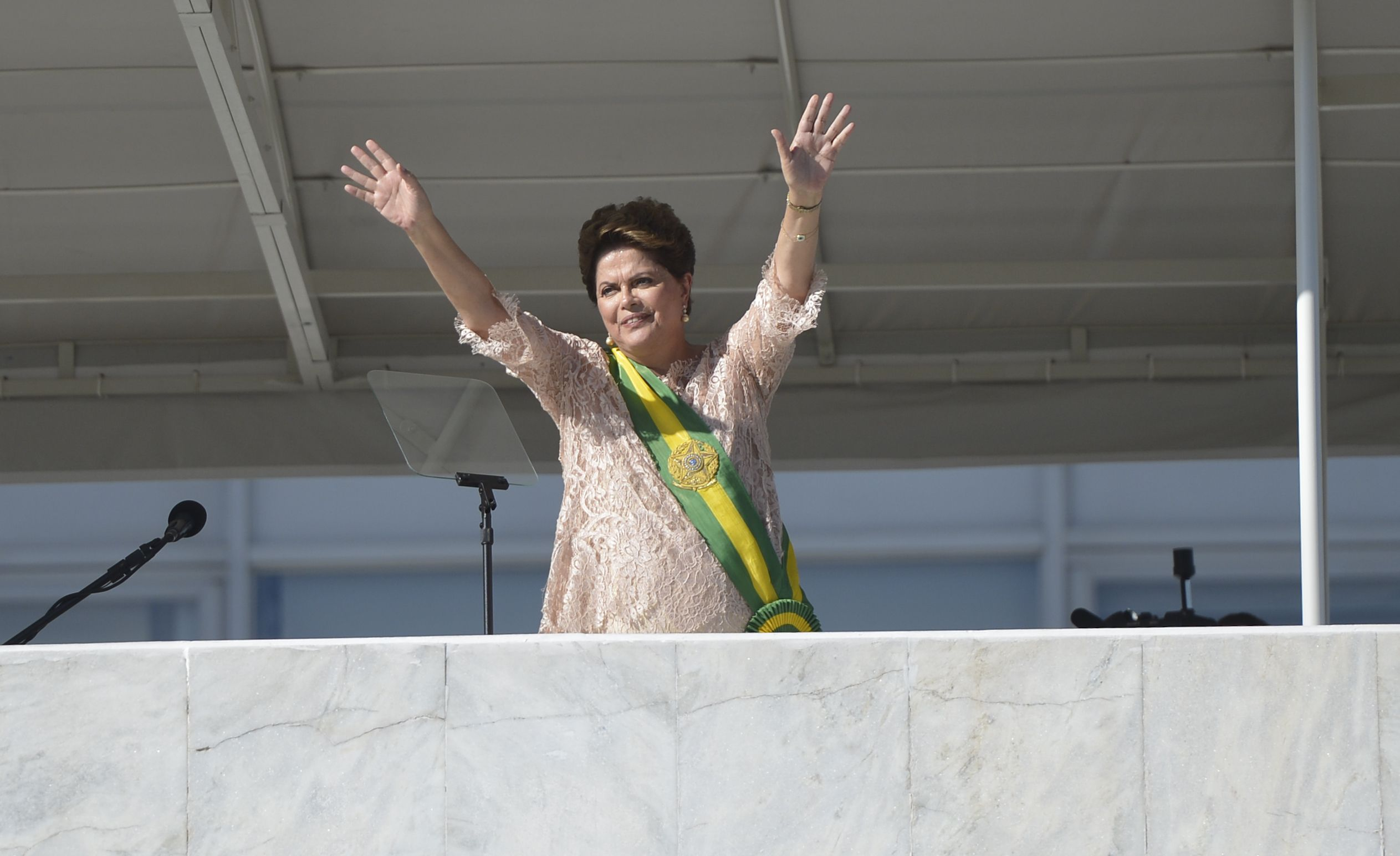
A presidente saudando ao público presente no momento do pronunciamento à população no parlatório do Palácio do Planalto.

Após descer do Rolls-Royce, Dilma foi recebida e cumprimentada pelo vice Michel Temer e pela sua esposa Marcela Temer e, depois pelos presidentes da Câmara e do Senado, Henrique Eduardo Alves e Renan Calheiros, respectivamente, além do presidente do Supremo Tribunal Federal, Ricardo Lewandowski e sua esposa D. Yara Lewandoswski.
Em seguida, dirigindo-se à mesa diretora do Senado, Dilma também foi cumprimentada por parlamentares de partidos que compõem sua base aliada no Congresso. Chegando à mesa, o então presidente do Senado, Renan Calheiros, dá início à sessão solene de posse de Dilma e Temer, e ambos fazem seu juramento ao Congresso, lendo o termo de posse, "Prometo manter, defender e cumprir a Constituição da República, observar as suas leis, promover o bem geral do povo brasileiro, sustentar a união, a integridade e a independência do Brasil." Após a leitura, a presidente e o vice assinaram o termo de posse, que foi sucedido pela execução do Hino Nacional Brasileiro pela banda dos fuzileiros navais.
Seguindo a cerimônia de posse, Dilma começa o discurso de posse depois da execução do hino, que durou pouco mais de quarenta minutos. Durante a fala, a presidente elencou os pontos positivos do seu primeiro mandato, entre eles a saída do Brasil do Mapa da Fome da Organização das Nações Unidas (ONU), e as prioridades do segundo mandato, principalmente a educação, anunciando o novo lema de seu governo, "Brasil, pátria educadora", e ainda medidas para combater a alta da inflação e a retomada do crescimento econômico do país. Com o fim do discurso, Renan Calheiros encerrou a sessão solene.

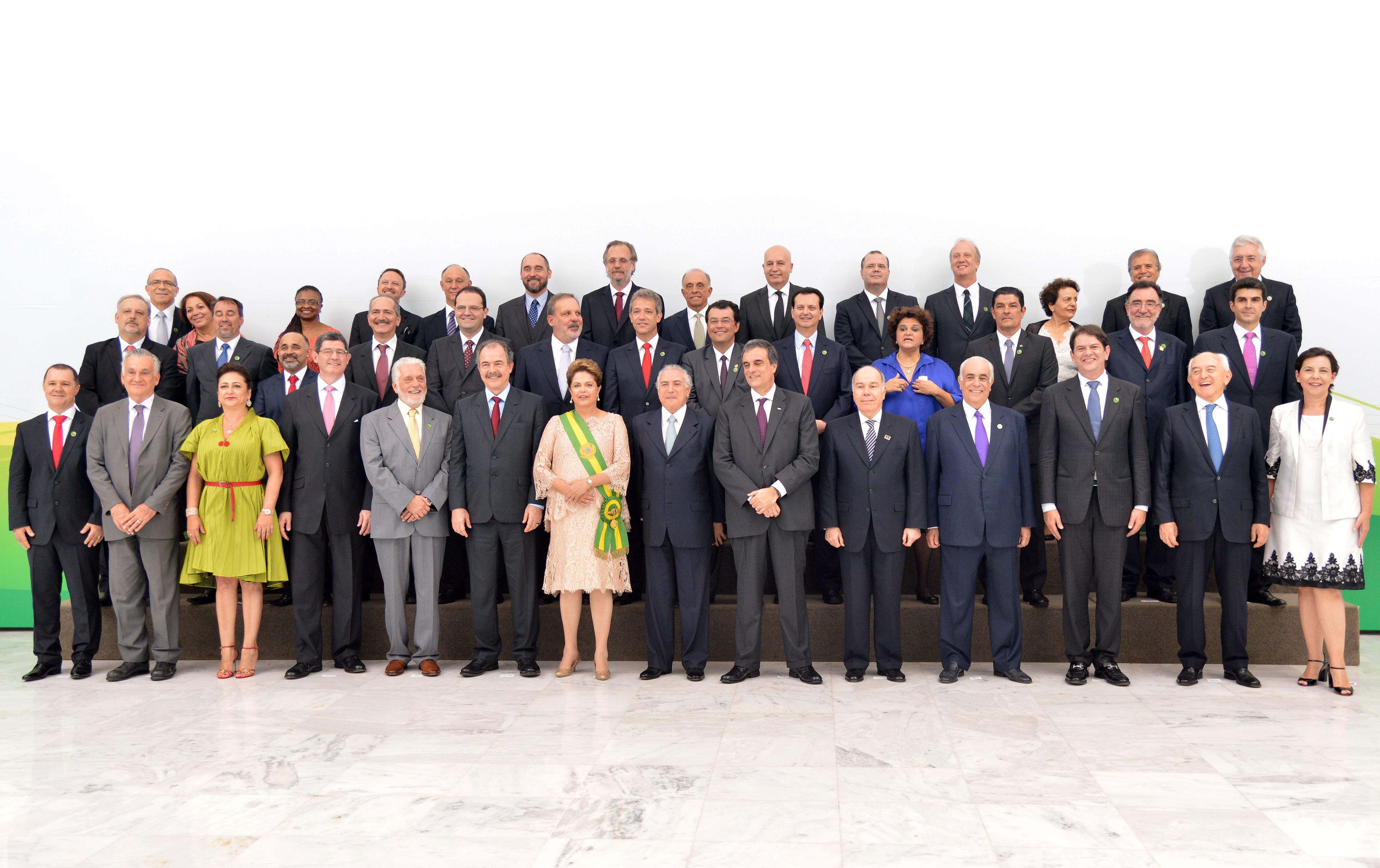
Dilma com Michel Temer e seu conselho de ministros do segundo mandato em 1 de janeiro de 2015 (Wilson Dias/Agência Brasil).

Saindo do Congresso, a presidente faz uma revista às tropas das Forças Armadas do Brasil e é saudada com 21 salvas de tiros de canhão. Pela segunda vez o Hino Nacional foi executado. Em seguida, entra novamente no Rolls-Rayce, enquanto a Esquadrilha da Fumaça voa sobre a Esplanada dos Ministérios, com destino ao Palácio do Planalto, onde subiu a rampa. Lá, recebeu a faixa presidencial e seguiu em direção ao parlatório, fazendo um outro discurso ao público presente. Como ocorreu no desfile inicial, Dilma foi cumprimentada pelos que estavam presentes. Após o discurso, Dilma seguiu com toda sua equipe ministerial para o Salão Nobre do Palácio do Planalto, onde foram empossados e posados para foto oficial. Logo depois recebeu os cumprimentos de chefes de Estado e representantes estrangeiros presentes.
Encerrando os compromissos de sua posse, a presidente Dilma seguiu para o Palácio Itamaraty, sede do Ministério das Relações Exteriores do Brasil, onde se reuniu com o vice-presidente dos Estados Unidos, Joe Biden, e com a diretora-geral da UNESCO, Irina Bokova, e participou de uma recepção com mais de três mil convidados.

## Presença de líderes estrangeiros
Na posse de Dilma estavam presentes vários chefes de Estado e representantes estrangeiros, que foram cumprimentados pela presidente após seu discurso no parlatório do Palácio do Planalto. Entre as autoridades estrangeiras estavam:

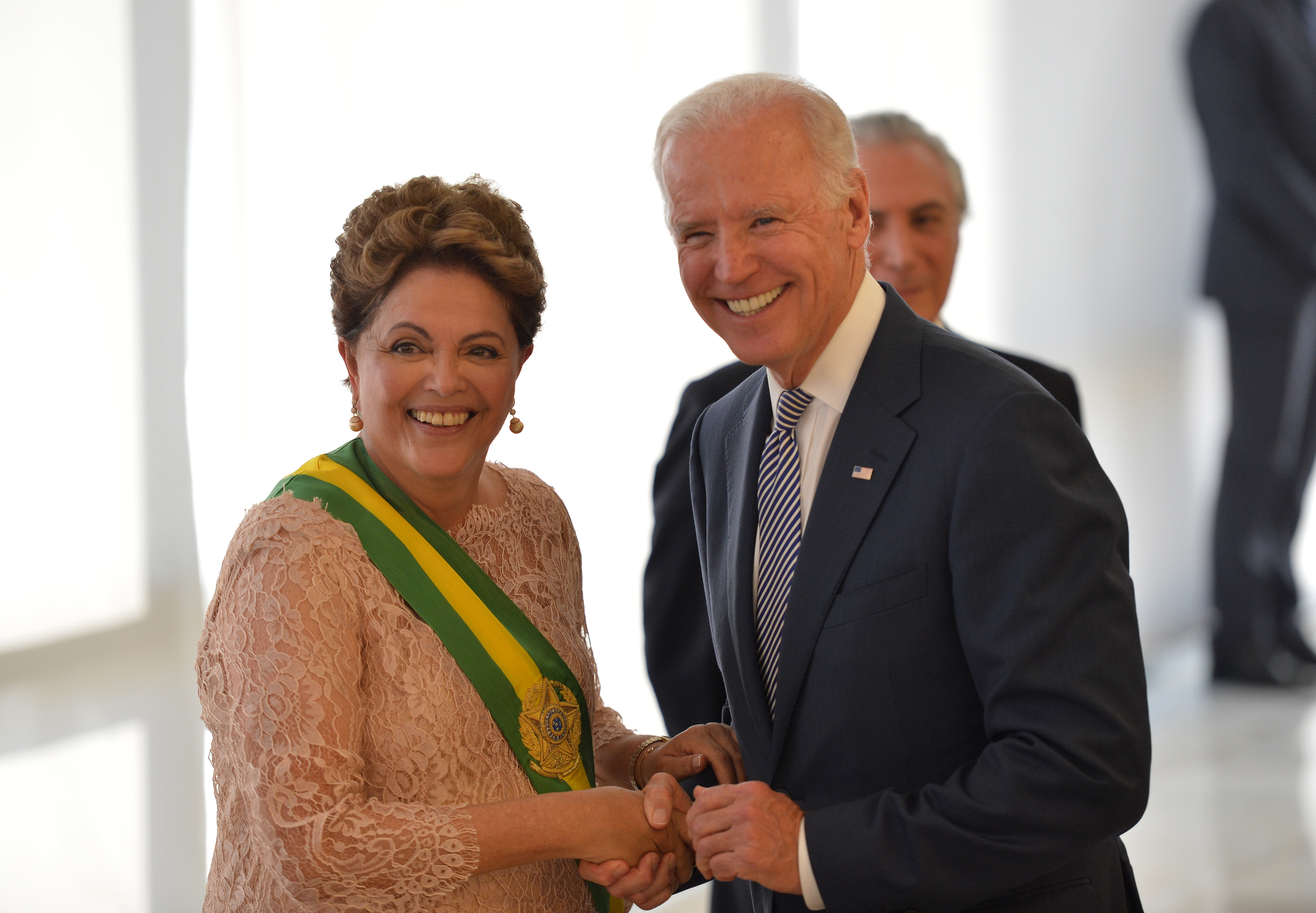
Dilma Rousseff recebe cumprimento do vice-presidente dos Estados Unidos, Joe Biden (Wilson Dias/Agência Brasil).

- Abdelilah Benkirane, primeiro-ministro do Marrocos;
- Alexander Torshin, vice-presidente da Rússia;
- Amado Boudou, vice-presidente da Argentina;
- Evo Morales, presidente da Bolívia;
- Germán Vargas Lheras, vice-presidente da Colômbia;
- Horacio Cartes, presidente do Paraguai;
- Ivar Asjes, primeiro-ministro de Curaçao (Países Baixos);
- Joe Biden, vice-presidente dos Estados Unidos;
- John Dramani Mahama, presidente de Gana;
- José Mário Vaz, presidente de Guiné-Bissau;
- José Mujica, presidente do Uruguai;
- José Ramón Machado Ventura, ex-vice-presidente do Conselho de Estado de Cuba;
- Li Yuanchao, vice-presidente da China;
- Luis Guillermo Solís, presidente da Costa Rica;
- Manuel Domingos Vicente, vice-presidente de Angola;
- Marisol Espinoza, vice-presidente do Peru;
- Michelle Bachelet, presidente do Chile;
- Nicolás Maduro, presidente da Venezuela;
- Paulo Portas, vice-primeiro-ministro de Portugal;
- Stefan Löfven, primeiro-ministro da Suécia;
- Tabaré Vázquez, presidente eleito do Uruguai;
- Vicente Ehate Tomi, primeiro-ministro de Guiné Equatorial.